# Magaddino-Familie
Die Magaddino-Familie (Buffalo crime family), auch bekannt als The Arm, ist eine italo-amerikanische Mafiafamilie der US-amerikanischen Cosa Nostra mit Hauptsitz in Buffalo, New York.

## Geschichte

### Die Anfänge
Während der 1890er bis in die 1920er Jahre galt die Stadt Buffalo als eine Stadt mit reichlich Arbeitsplätzen und erlebte einen enormen Zustrom von italienischen Einwanderern.
So entstand im frühen 20. Jahrhundert im Westen Buffalos, wie auch in Städten wie New York City, Boston, Detroit und Pittsburgh, ein Viertel – genannt Little Italy.
Der erste bekannte Boss der Organisation war Benedetto Angelo „Buffalo Bill“ Palmeri, der 1906 aus der sizilianischen Stadt Castellammare del Golfo immigrierte, zunächst in New York City lebte, bis er 1912 nach Buffalo zog und begann, im dortigen Little Italy Männer zu rekrutieren und Schutzgelder zu erpressen.
Auch Giuseppe „Joseph“ Peter DiCarlo, Sr. wanderte 1908 aus Castellammare del Golfo in die Vereinigten Staaten aus und ging 1912 nach Buffalo.
Dort schloss er sich Angelo Palmeri an, welchen er bereits aus seiner Heimat kannte.
Palmeri war ein eher friedlicher Anführer und hatte es vermieden, gegen andere Gangs in den Krieg zu ziehen.
DiCarlo hingegen kam mit dem Plan in die Staaten, das dortige Verbrechen zu organisieren, um den Frieden zu bewahren und mehr Profit einstreichen zu können.
Seine Pläne gingen auf und schon nach kurzer Zeit löste er Palmeri ab, woraufhin dieser sein zweiter Mann und er selbst der Boss wurde.

### Aufstieg von Magaddino

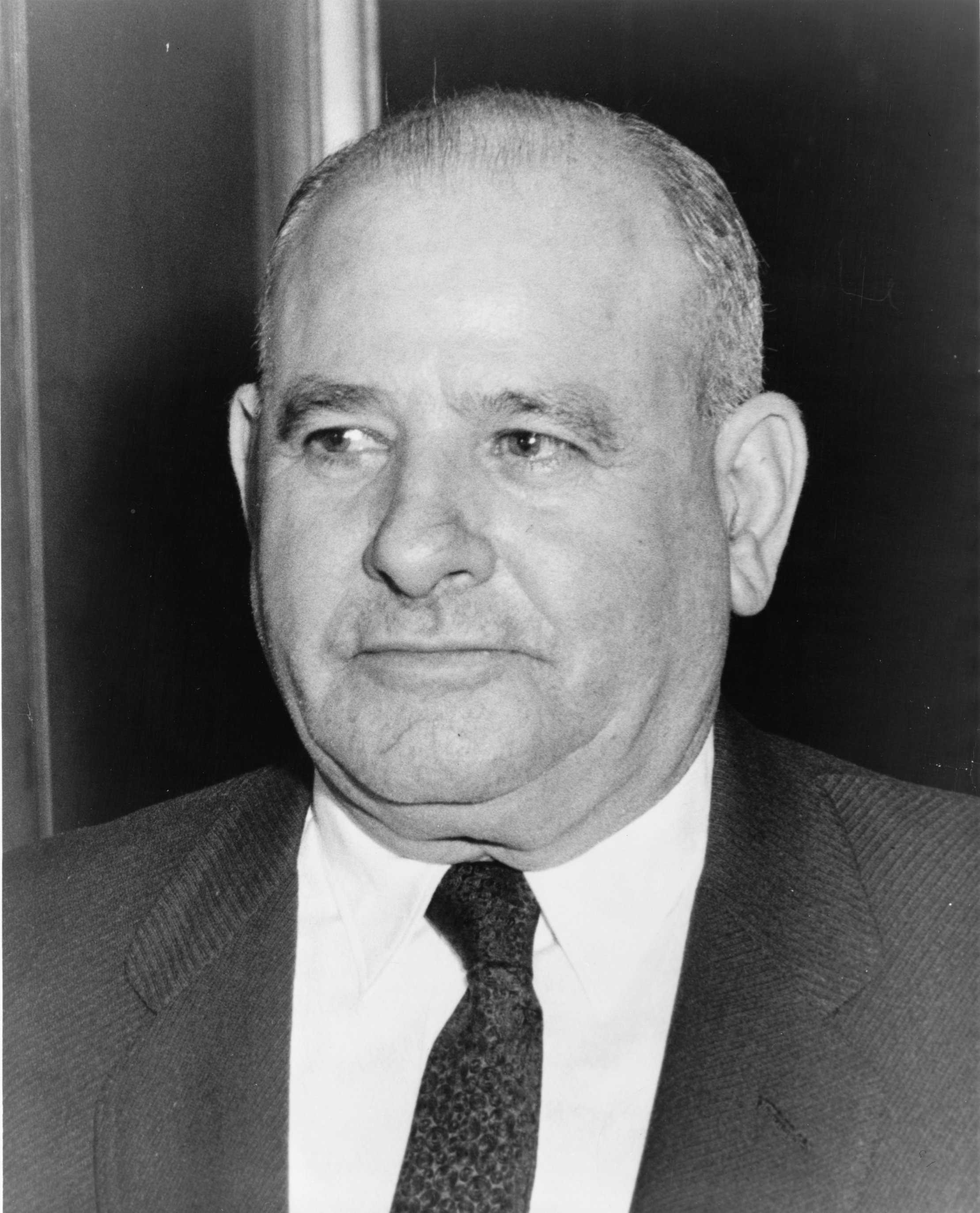
Stefano Magaddino

Geboren in Castellammare del Golfo (Sizilien), emigrierte Stefano Magaddino im Jahr 1909 in die Vereinigten Staaten und ließ sich in Brooklyn (New York City) nieder. Er stammte aus einer der bekanntesten und mächtigsten Mafiafamilien der originären Cosa Nostra und hatte bereits bei seiner Ankunft den Ruf, ein kaltblütiger Killer zu sein. Einer von Magaddinos Cousins aus Sizilien war der künftige Boss der New Yorker Bonanno-Familie, Giuseppe „Joe“ Bonanno.
Magaddino etablierte sich schnell in der New Yorker Unterwelt und leitete einen Clan von Mafiosi aus Castellammare del Golfo, welcher als „The Good Killers“ bekannt wurde.
Im Jahr 1921 wurde er zusammen mit Gaspar Milazzo – dem künftigen Boss der Detroit crime family, wegen der angeblichen Beteiligung an einem Mord verhaftet. Bei dem Opfer handelte es sich um ein Mitglied des rivalisierenden Buccellato-Clans aus Castellammare del Golfo.
Nach seiner Entlassung verlagerte Magaddino im Jahr 1922 aufgrund der Strafverfolgung seine Operationen nach Buffalo und dann nach Niagara Falls. Dort wurde er ein enger verbündeter von Angelo Palmeri und stellte sich nach dem Tod von DiCarlo an die Spitze der Organisation. Palmeri blieb weiterhin die Nummer zwei der Familie.
Über fünfzig Jahre blieb Magaddino eine dominante Präsenz in der Unterwelt von Buffalo. Er war der längste fest angestellte Boss einer Familie, in der Geschichte der amerikanischen Mafia und war auch in den nationalen Angelegenheiten der La Cosa Nostra sehr engagiert. Magaddino war ein Gründungsmitglied von Charles „Lucky“ Lucianos Mafia-Kommission und besuchte wichtige Unterwelt-Treffen wie die Havanna-Konferenz im Jahr 1946 und das Apalachin-Meeting von 1957.
Magaddino verbrachte nicht viel Zeit im Gefängnis. Im Jahr 1968 jedoch wurden er und sein Sohn Peter Magaddino wegen zwischenstaatlicher Buchmacherei verhaftet und angeklagt. Eine Razzia in Peter Magaddinos Haus in Niagara Falls führte zur Entdeckung von etwa 473.134 US-Dollar in einem Koffer. Dies schuf große Feindseligkeiten zwischen vielen Familienmitgliedern, da sich herausstellte, wie viel Geld Stefano einstrich und wie wenig Anteil daran zu späterer Zeit seine Untergebenen bekamen. Dies führte zeitweilig zu einem Zusammenbruch vieler gemeinsamer Interessen im Bezug auf kriminelle Geschäfte. Ranghohe Familienmitglieder – darunter Unterboss „Sam“ Pieri, „Joe“ Fino, „Danny“ Sansanese, Sr., „Joe“ Todaro, Sr., „Joe“ DiCarlo, Jr. und „Sam“ Frangiamore reisten nach Rochester (New York) um in dem Farmhaus von Frank J. Valenti mit dem Boss der heute nicht mehr existenten Rochester crime family über die derzeitige Situation in Buffalo zu diskutieren. In dieser Sitzung wurde durch Abstimmung entschieden, dass sie sich gegen die derzeitige Führung in Buffalo erheben und Magaddino nicht mehr als Chef anerkennen würden. Es gab nur ein Problem: die Kommission wurde Magaddinos Führungsposition nicht ohne Weiteres aberkennen. So spaltete sich die Familie bis zu seinem Tod im Jahr 1973 in vier verschiedene Fraktionen. Die mächtigsten beiden waren die Pieri-Frangiamore-Fraktion und die Fino-Sansanese-Fraktion.

### Nach Magaddino

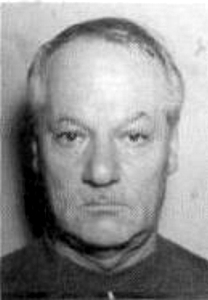
Salvatore „Sam“ Pieri

Man nahm an, dass Salvatore „Sam“ Pieri die Familie nach Magaddino leiten würde. Jedoch war sein Einfluss aufgrund rechtlicher Probleme immer wieder stark eingeschränkt.
Am 22. Mai 1954 wurde Pieri verhaftet und angeklagt. Ihm wurde vorgeworfen, als eine regionale Führungsperson an einem Heroin- und Kokain Schmuggel-Ring beteiligt zu sein und er wurde zu 10 Jahren Haft verurteilt. Er wurde am 7. Mai 1963 entlassen.
Deswegen weigerte sich auch die Kommission, ihn als offiziellen Boss anzuerkennen. 1964 wurde Pieri zum Consigliere (Berater) ernannt.
1969 konnte Pieri sich durch die Unterstützung ranghoher Mitglieder der Genovese-Familie zum amtierenden Boss durchsetzen. Jedoch wurde er 1969 erneut angeklagt und 1970 für 3 Jahre inhaftiert.
So wurde 1970 an dessen Stelle Joseph „Joe“ Fino zum neuen Acting Boss gewählt, welcher Daniel „Danny“ Sansanese, Sr. zum neuen Unterboss ernannte.
1971 wurde Joe mit seinem Bruder wegen illegalen Glücksspiels angeklagt und trat 1972 als amtierender Boss zurück.
Samuel „Sam the Farmer“ Frangiamore stieg 1972 als neuer amtierender Boss auf. Jedoch wurde seine Position als offizielles Oberhaupt erst nach Magaddinos Ableben im Jahr 1974 von der Kommission anerkannt.
Die Frangiamore-Fraktion blieb während der 1970er Jahre die Dominanz der Familie, während der aufstrebende Capo (Captain) Joseph „Lead Pipe Joe“ Todaro, Sr. nicht nur an Macht und Einfluss gewann, sondern auch im Ansehen der jüngeren Familienmitglieder gewaltig stieg.
Die Unterstützung für Joe Todaro, Sr. stieg auf ein Niveau, mit welchem er auf den gesamten Bundesstaat New York Macht und Einfluss ausüben konnte und als der nächste Thronfolger betrachtet wurde.
1985 wechselte die Führung der Mafia in Buffalo die Position des Bosses. Joseph Todaro Sr. wurde von der amerikanischen Mafia-Kommission zum neuen offiziellen Chef der Organisation gewählt.
Mitte der 1990er Jahre ging Joseph Todaro Sr. halb in den Ruhestand und sein Sohn Joseph „Big Joe“ Todaro, Jr. erhielt die Position des amtierenden Bosses, währenddessen sein Vater nach wie vor offizielles Oberhaupt der Familie war, bis Leonard „the Calzone“ Falzone, Consigliere der Familie, im Jahr 2006 Joseph Todaro Sr. ablöste und neues Oberhaupt wurde. Todaro Jr. wurde neuer Consigliere der Familie.

### Heute
Anthony Joseph Todaro (Sohn von Joseph Todaro Jr.) soll seit Ende des Jahres 2013 versucht haben, die Führung der Familie zu übernehmen. Diese Gerüchte konnten nie offiziell bestätigt werden. Falzone galt bis zu seinem Tod im November des Jahres 2016 als offizieller Boss, während Robert „Bobby“ Panaro Jr. als amtierender Boss galt. Wer die Nachfolge von Falzone übernahm, ist bis dato nicht offiziell bekannt.

## Historische Führung

### Oberhaupt der Familie
Nicht immer ist das Oberhaupt einer Familie so eindeutig zu identifizieren; insbesondere, wenn durch eine Haftstrafe ein anderes Familienmitglied in den Vordergrund rückt. Die Betrachtung von außen macht es schwierig, ein neues Oberhaupt als solches zu erkennen bzw. dessen genaue Amtszeit festzustellen. Außerdem scheint sich eine Art Präsidialsystem durchzusetzen: Das Oberhaupt verlagert seine Macht mehr auf einen sogenannten „acting boss“ und/oder „street boss“, die ihrerseits wiederum das Oberhaupt als solches weiter anerkennen, auch wenn es zum Beispiel in Haft sitzen sollte.
| Zeitraum  | Name                                 | Spitzname                | Lebenszeit | Todesursache    | Anmerkung                        |
| --------- | ------------------------------------ | ------------------------ | ---------- | --------------- | -------------------------------- |
| 1912      | Benedetto Angelo Palmeri             | Buffalo Bill             | 1878–1932  |                 | zurückgetreten / wurde Unterboss |
| 1912–1922 | Giuseppe „Joseph“ Peter DiCarlo, Sr. | Don Pietro               | 1873–1922  | Herzinfarkt     |                                  |
| 1922–1974 | Stefano Magaddino                    | The Undertaker           | 1891–1974  | natürlicher Tod |                                  |
| 1974–1985 | Samuel Frangiamore                   | Sam the Farmer           | 1905–1999  |                 |                                  |
| 1985–2006 | Joseph Todaro, Sr.                   | Poppa Joe, Lead Pipe Joe | 1923–2012  | natürlicher Tod |                                  |
| 2006–2016 | Leonard Falzone                      | The Calzone              | 1935–2016  | natürlicher Tod |                                  |

Acting Boss
- 1969–1970: Salvatore „Sam“ Pieri ; *1911–1981 ; 1970–73, 1974–78 und 1978–81 inhaftiert
- 1970–1972: Joseph „Joe“ Fino ; *1915–1984 ; 1971 angeklagt / wurde 1972 Unterboss
- 1972–1974: Samuel „Sam the Farmer“ Frangiamore ; *1905–1999 ; wurde 1974 Boss
- 1995–2006: Joseph „Big Joe“ Todaro, Jr. ; *1923–heute ; zurückgetreten / wurde Consigliere
- 2013–????: Robert „Bobby“ Panaro, Jr. ; *1962–heute

### Underboss der Familie
Der Underboss ist die Nummer zwei in der Verbrecher-Familie, er ist der stellvertretende Direktor des Syndikats. Er sammelt Informationen für den Boss, gibt Befehle und Instruktionen an die Untergebenen weiter. In Abwesenheit des Bosses führt er die Organisation an.
| Zeitraum   | Name                                | Spitzname    | Lebenszeit | Todesursache    | Anmerkung                                     |
| ---------- | ----------------------------------- | ------------ | ---------- | --------------- | --------------------------------------------- |
| 1912–1912  | Giuseppe „Joseph“ Peter DiCarlo Sr. | Don Pietro   | 1873–1922  | Herzinfarkt     | wurde 1912 Boss                               |
| 1912–????  | Benedetto Angelo Palmeri            | Buffalo Bill | 1878–1932  |                 |                                               |
| 1936–1964  | Salvatore Pieri                     | Sam          | 1911–1981  | natürlicher Tod | 1954–1963 inhaftiert / wurde 1964 Consigliere |
| 1964–1967  | Frederico Randaccio                 | Fred Lupo    | 1907–2004  | natürlicher Tod |                                               |
| 1967–1968  | Peter Magaddino                     |              | 1917–1976  | natürlicher Tod | Sohn von Stefano Magaddino                    |
| 1970–1972  | Daniel Sansanese Sr.                | Danny        | 1908–1975  | natürlicher Tod | 1972 inhaftiert                               |
| 1972–1974  | Joseph Fino                         | Joe          | 1915–1984  |                 | 1972 inhaftiert                               |
| 1974–1978  | Rosario Carlisi                     | Roy          | 1909–1980  | Herzinfarkt     | Bruder von Samuel A. Carlisi                  |
| 1978–????  | Joseph Pieri Sr.                    |              |            |                 | Bruder von Salvatore „Sam“ Pieri              |
| 1985–2006  | Joseph Todaro Jr.                   | Big Joe      | 1923–heute |                 | zurückgetreten / wurde Consigliere            |
| 2006–2012  | Benjamin Nicoletti Jr.              | Sonny        | 1938–2012  |                 |                                               |
| 2012–heute | Robert Panaro Jr.                   | Bobby        | 1962–heute |                 | wurde 2013 Acting Boss                        |

Acting Underboss
- 1964–1967: Frederico „Fred the Wolf“ Randaccio ; *????–2004 ; 1967–1979 inhaftiert
- 2004–2012: Robert „Bobby“ Panaro, Jr. ; *1962–heute ; wurde 2012 Underboss

### Consigliere der Familie
Auf derselben Ebene wie der Underboss steht der Consigliere, der Berater der kriminellen Familie. Es handelt sich meist um ein älteres Mitglied der Familie, das in seiner kriminellen Karriere die Stellung des Bosses nicht erreicht und sich nun teilweise von der aktiven kriminellen Tätigkeit zurückgezogen hat. Er berät den Boss und den Underboss und hat dadurch einen beträchtlichen Einfluss und erhebliche Macht.
| Zeitraum   | Name                     | Spitzname          | Lebenszeit | Todesursache    | Anmerkung                      |
| ---------- | ------------------------ | ------------------ | ---------- | --------------- | ------------------------------ |
| 1922–1964  | John C. Montana          | The Prime Minister | 1893–1964  | Herzinfarkt     |                                |
| 1964–1971  | Salvatore Pieri          | Sam                | 1911–1981  | natürlicher Tod | wurde 1969 Acting Boss         |
| 1971–1975  | Giuseppe J. DiCarlo, Jr. | Joe the Gyp        | 1899–1980  |                 | durch die Kommission abgesetzt |
| 1975–1978  | Joseph Pieri, Sr.        |                    |            |                 | wurde 1978 Unterboss           |
| 1978–????  | Vincent Scro             |                    |            |                 |                                |
| ????–1985  | Joseph Pieri, Sr.        |                    |            |                 |                                |
| 1987–2006  | Leonard Falzone          | The Calzone        | ????–heute |                 | wurde 2006 Boss                |
| 2006–2012  | Joseph Todaro, Jr.       | Big Joe            | 1923–heute |                 |                                |
| 2012–heute | Victor Sansanese         |                    |            |                 |                                |

Acting Consigliere
- 1969–1971: Giuseppe J. „Joe the Gyp“ DiCarlo, Jr. ; *1899–1980 ; wurde 1971 Consigliere